# Повторні вибори народних депутатів України 2013
Повторні вибори народних депутатів України (перевибори у «проблемних» округах) до Верховної Ради України VII скликання в одномандатних виборчих округах №№ 94, 132, 194, 197, 223 були призначені на 15 грудня 2013 року. Загальна кількість виборчих дільниць, на яких відбудуться вибори — 648, орієнтовна кількість виборців 763 712 осіб.

## Межі округів

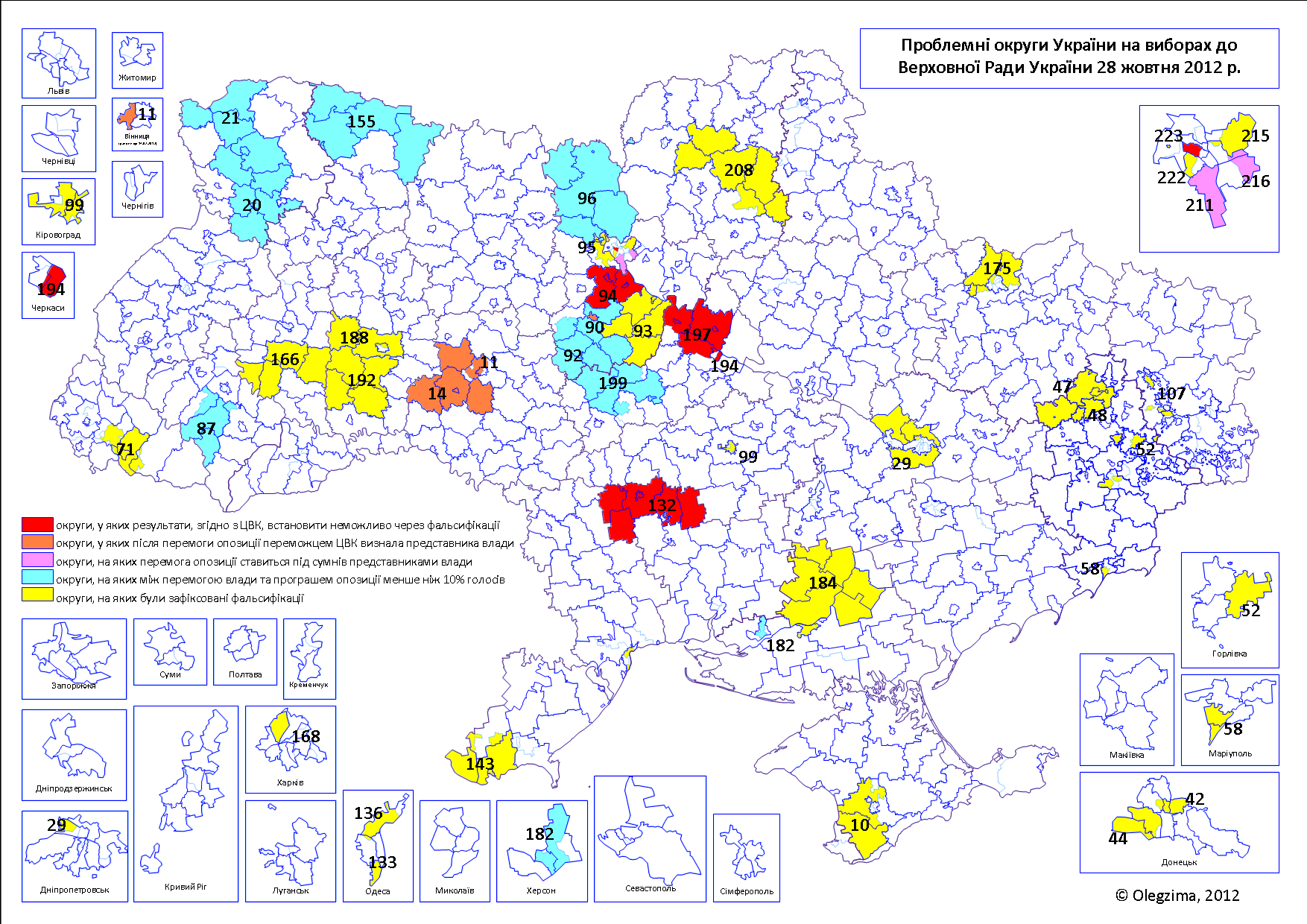
Проблемні округи на парламентських виборах 2012 р. Червоним позначено округи, на яких встановлення результатів було визнане неможливим і де відбудуться повторні вибори

Повторні вибори відбудуться на п'яти одномандатних виборчих округах у Черкаській, Миколаївській, Київській областях та Києві:
- № 94 — міста Обухів, Васильків, Васильківський, Обухівський райони Київської області[2]
- № 132 — місто Первомайськ, Арбузинський, Братський, Врадіївський, Кривоозерський, Первомайський райони Миколаївської області[3]
- № 194 — місто Черкаси (Придніпровський район, частина Соснівського району, виборчі дільниці № 711039 — 711042, 711044, 711049, 711080 — 711100)[4]
- № 197 — міста Канів, Золотоноша, Черкаси (частина Соснівського району, виборчі дільниці № 711030 — 711038, 711068 — 711073), Золотоніський район, частина Канівського (виборчі дільниці № 710264, 710265, 710267 — 710273, 710275 — 710279, 710286, 710288, 710292 — 710297, 710304 — 710309), частина Черкаського (виборчі дільниці № 710691, 710696, 710697, 710700, 710701, 710706, 710709, 710710, 710711 — 710713, 710716 — 710719, 710722 −710725, 710735, 710736) районів Черкаської області[5]
- № 223 — місто Київ (частина Шевченківського району, виборчі дільниці № 800965, 800968 — 800974, 800976 — 801066)[6]

Склад одномандатних виборчих округів:
| округ | регіон               | центр округу | кількість виборчих дільниць | орієнтовна кількість виборців |
| № 94  | Київська область     | Обухів       | 135                         | 151 370                       |
| № 132 | Миколаївська область | Первомайськ  | 184                         | 149 103                       |
| № 194 | Черкаська область    | Черкаси      | 82                          | 293 944                       |
| № 197 | Черкаська область    | Канів        | 146                         | 293 944                       |
| № 223 | Київ                 | Київ         | 99                          | 169 295                       |

## Зареєстровані кандидати
На 19 листопада було офіційно зареєстровано 207 кандидатів у депутати по одномандатних виборчих округах, з них 70 осіб висунута партіями, 137 — самовисуванці. Реєстрація трьох кандидатів була скасована. Найбільша кількість зарєєстрованих була зафіксована на виборчому окрузі № 94 (84 кандидати), найменша — на виборчому окрузі № 132 (13 кандидатів). Термін закінчення реєстрації кандидатів — 14 листопада.
4 грудня на підставі звернень із заявою про відмову балотуватися ЦВК скасувала реєстрацію 55 кандидатів у депутати.
5 грудня за рішенням Вищого адміністративного суду було скасовано реєстрацію єдиного кандидата від опозиції на 94 окрузі Віктора Романюка на підставі позову Володимира Шпаковича, який балотувався на виборах 2012 року в окрузі № 95 (Київська область) за списками партії «Наша Україна»

### Округ №94 (м. Обухів)
Станом на 19 листопада 2013 на окрузі № 94 зареєстровано 84 кандидати у депутати, з них 41 висунуті партіями і 43 — самовисуванці. Реєстрація Кармазіна Ю. А. (1982 р.н.) була скасована на підставі звернення із заявою про відмову балотуватися.
4 грудня на підставі заяв про відмову балотуватися на окрузі № 94 була скасована реєстрація 45 кандидатів, а 5 грудня за рішенням суду було скасовано реєстрацію єдиного кандидата від опозиції Віктора Романюка.
Станом на 13 грудня на окрузі № 94 налічувалося 38 зареєстрованих кандидатів, з них 15 висунуті партіями і 23 — самовисуванці.
| №  | Кандидат                                     | Висування                                                                     |
|    | Агеєв Олександр Васильович                   | Самовисування                                                                 |
| 1  | Бадаєв Руслан Геннадійович                   | Самовисування                                                                 |
|    | Балдич Ольга Миколаївна                      | Політична партія «Справедлива Україна»                                        |
|    | Бережний Володимир Павлович                  | Всеукраїнське об'єднання «Центр»                                              |
| 2  | Бондар Олег Васильович                       | Самовисування                                                                 |
|    | Бондаренко Надія Вікторівна                  | Самовисування                                                                 |
|    | Бондаренко Олександра Валентинівна           | Ліберальна партія України                                                     |
|    | Буренко Сергій Миколайович                   | Самовисування                                                                 |
|    | Бурсова Людмила Петрівна                     | Слов'янська партія                                                            |
|    | Власенко Сергій Володимирович                | Самовисування                                                                 |
| 3  | Власенко Сергій Володимирович                | Самовисування                                                                 |
|    | Войтович Петро Степанович                    | Самовисування                                                                 |
|    | Волошко Володимир Аріонович                  | Самовисування                                                                 |
|    | Воробець Любов Іванівна                      | Соціально-екологічна партія «Союз. Чорнобиль. Україна.»                       |
|    | Ворожбіт Вадим Володимирович                 | Соціал-демократична партія України (об'єднана)                                |
| 4  | Воронін Дмитро Олександович                  | Партія відродження села                                                       |
|    | Воронова Людмила Леонідівна                  | Самовисування                                                                 |
|    | Вяхірєв Сергій Васильович                    | Політична партія «Вітчизна»                                                   |
| 5  | Герасименко Людмила Миколаївна               | Самовисування                                                                 |
| 6  | Гладкий Микола Васильович                    | Народно-Демократична партія патріотів України                                 |
|    | Гурковська Любов Степанівна                  | Самовисування                                                                 |
|    | Дрига Олена Вікторівна                       | Самовисування                                                                 |
|    | Журавський Артем Ігорович                    | Самовисування                                                                 |
| 7  | Зеленько-Розумівський Іван-Зореслав Іванович | Самовисування                                                                 |
|    | Ібрагімова Олександра Станіславівна          | Молодіжна партія України                                                      |
| 8  | Ігнатов Сергій Васильович                    | Самовисування                                                                 |
|    | Йосипенко Павло Миколайович                  | Самовисування                                                                 |
| 9  | Кармазін Юрій Анатолійович                   | Самовисування                                                                 |
|    | Кармазін Юрій Анатолійович                   | Самовисування                                                                 |
|    | Кирилюк Сергій Васильович                    | Партія державного нейтралітету України                                        |
| 10 | Кищенко Віталій Васильович                   | Партія «Соціалістична Україна»                                                |
|    | Книшев Віктор Васильович                     | Партія «Єдина Україна»                                                        |
|    | Коберідзе Заза Вахтангович                   | Партія «Союз»                                                                 |
|    | Козирєв Павло Генріхович                     | Самовисування                                                                 |
|    | Корнієнко Сергій Олександрович               | Політична партія «Держава»                                                    |
| 11 | Корнюх Анастасія Олегівна                    | Самовисування                                                                 |
| 12 | Кузьменко Валерій Володимирович              | Самовисування                                                                 |
|    | Кучма Василь Миколайович                     | Самовисування                                                                 |
| 13 | Кушнєрьов Валентин Миколайович               | Зелена екологічна партія України «Райдуга»                                    |
|    | Лада Ірина Геннадіївна                       | Політична партія «Справжня Україна»                                           |
|    | Левченко Євгеній Тарасович                   | Самовисування                                                                 |
|    | Линник Юлія Миколаївна                       | Самовисування                                                                 |
|    | Лінивий В'ячеслав Олександович               | Політична партія «Козацька Українська Партія»                                 |
| 14 | Літинський Сергій Іванович                   | Самовисування                                                                 |
| 15 | Лозовой Андрій Сергійович                    | Радикальна Партія Олега Ляшка                                                 |
| 16 | Луценко Наталія Вікторівна                   | Політична партія України «Русь єдина»                                         |
|    | Мазур Іван Васильович                        | Партія «Віче»                                                                 |
|    | Мальцев Сергій Володимирович                 | Політична партія «Партія Народний порядок»                                    |
| 17 | Мєлідіс Ірина Юріївна                        | Самовисування                                                                 |
|    | Мигаленко Валентина Луківна                  | Селянська партія України                                                      |
|    | Михайлівський Юрій Ігорович                  | Політична партія «Руська Єдність»                                             |
| 18 | Назарчук Юлія Василівна                      | Самовисування                                                                 |
|    | Онатій Алла Василівна                        | Партія «Руський блок»                                                         |
| 19 | Осипенко Сергій Леонідович                   | Політична партія «Союз анархістів України»                                    |
|    | Остролуцький Анатолій Анатолійович           | Всеукраїнське політичне об'єднання «Єдина Родина»                             |
| 20 | Павленко Юрій Анатолійович                   | Політична партія «Соціал-Патріотична Асамблея Слов'ян»                        |
|    | Парфьонов Михайло Сергійович                 | Політична партія «Народна ініціатива»                                         |
| 21 | Пацало Лідія Миколаївна                      | Самовисування                                                                 |
| 22 | Переяславська Ніна Станіславівна             | Самовисування                                                                 |
| 23 | Підгурський Микола Миколайович               | Самовисування                                                                 |
|    | Погребак Денис Олександрович                 | Патріотична партія України                                                    |
| 24 | Попович Олександр Валерійович                | Політична Партія «Козацька слава»                                             |
| 25 | Пушилін Денис Володимирович                  | Політична партія «Ми Маємо Мету»                                              |
| 26 | Радь Василь Юрійович                         | Політична партія малого і середнього бізнесу України                          |
|    | Рашевський Юрій Вікторович                   | Самовисування                                                                 |
| 27 | Рибальченко Сергій Миколайович               | Самовисування                                                                 |
| 28 | Рогінський Юрій Валерійович                  | Самовисування                                                                 |
|    | Романюк Віктор Миколайович                   | Всеукраїнське об'єднання «Батьківщина», реєстрацію скасовано за рішенням суду |
| 29 | Романюк Віктор Миколайович                   | Самовисування                                                                 |
|    | Романюк Віктор Миколайович                   | Самовисування                                                                 |
| 30 | Рудь Олексій Євгенович                       | Самовисування                                                                 |
| 31 | Савенко Вадим Анатолійович                   | Партія «Родина»                                                               |
| 32 | Семерак Остап Михайлович                     | Самовисування                                                                 |
|    | Сергієнко Світлана Анатоліївна               | Самовисування                                                                 |
|    | Сергієнко Сергій Олександрович               | Самовисування                                                                 |
|    | Соцький Олександр Васильович                 | Політична партія Ліберальна Україна                                           |
|    | Степаненко Анатолій Тихонович                | Самовисування                                                                 |
|    | Стойко Валерій Анатолійович                  | Українська морська партія                                                     |
| 33 | Тільна Олена Степанівна                      | Демократична партія угорців України                                           |
| 34 | Ткаченко Валерій Валентинович                | Комуністична партія України                                                   |
|    | Ткаченко Ірина Анатоліївна                   | Самовисування                                                                 |
| 35 | Федорович Олена Миколаївна                   | Самовисування                                                                 |
| 36 | Хомін Андрій Сергійович                      | Самовисування                                                                 |
| 37 | Цимбалюк Тетяна Михайлівна                   | Всеукраїнське політичне об'єднання «Жінки за майбутнє»                        |
| 38 | Цицюра Володимир Іванович                    | Самовисування                                                                 |

### Округ №132 (м. Первомайськ)
Станом на 19 листопада 2013 на окрузі № 132 зареєстровано 13 кандидатів у депутати, з них 5 висунуті партіями і 8 — самовисуванці.
4 грудня на підставі звернень із заявами про відмову балотуватися, на окрузі № 132 було скасовано реєстрацію 2 кандидатів.
Станом на 13 грудня налічувалося 11 зареєстрованих кандидатів, з них 5 висунуті партіями і 6 — самовисуванці.
| №  | Кандидат                         | Висування                              |
| 1  | Артеменков Ілля Іванович         | Самовисування                          |
| 2  | Влащенко Олександр Володимирович | Партія «Руський блок»                  |
| 3  | Завтура Максим Павлович          | Самовисування                          |
| 4  | Корнацький Аркадій Олексійович   | Всеукраїнське об'єднання «Батьківщина» |
| 5  | Косоротова Євгенія Іванівна      | Самовисування                          |
| 6  | Кривенко Юрій Олександрович      | Партія «Родина»                        |
| 7  | Круглов Микола Петрович          | Самовисування                          |
| 8  | Найда Олег Володимирович         | Радикальна Партія Олега Ляшка          |
| 9  | Радецький Руслан Станіславович   | Самовисування                          |
| 10 | Романюк Анатолій Сергійович      | Комуністична партія України            |
|    | Соколов Дмитро Олегович          | Самовисування                          |
|    | Соколов Михайло Володимирович    | Самовисування                          |
| 11 | Шиманський Володимир Петрович    | Самовисування                          |

### Округ №194 (м. Черкаси)
Станом на 19 листопада 2013 на окрузі № 194 зареєстровано 17 кандидатів у депутати, з них 5 висунуті партіями і 12 — самовисуванці. Реєстрація Черепаня В.М. була скасована па підставі звернення із заявою про відмову балотуватися.
4 грудня на підставі заяви про відмову балотуватися на окрузі № 194 було скасовано реєстрацію 1 кандидата.
Станом на 13 грудня на окрузі налічувалося 16 зареєстрованих кандидатів, з них 5 висунуті партіями і 11 — самовисуванці.
| №  | Кандидат                             | Висування                                 |
| 1  | Арсенюк Олексій Максимович           | Самовисування                             |
| 2  | Бобровський Богдан Леонідович        | Самовисування                             |
| 3  | Булатецький Микола Іванович          | Всеукраїнське об'єднання «Батьківщина»    |
| 4  | Драгунов Віктор Юрійович             | Комуністична партія України               |
| 5  | Єрьоменко Володимир Миколайович      | Самовисування                             |
| 6  | Колісник Максим Вікторович           | Самовисування                             |
| 7  | Кузьоменський Валентин Іванович      | Самовисування                             |
| 8  | Купрієнко Олег Васильович            | Радикальна Партія Олега Ляшка             |
| 9  | Мамалига Володимир Володимирович     | Самовисування                             |
| 10 | Окопний Олексій Юрійович             | Самовисування                             |
| 11 | Покромович Сергій Олександрович      | Партія «Руський блок»                     |
| 12 | Поплавський Михайло Михайлович       | Самовисування                             |
| 13 | Радуцький Олександр Романович        | Самовисування                             |
| 14 | Свинаренко Андрій Анатолійович       | Самовисування                             |
|    | Свинарчук Олег Володимирович         | Самовисування                             |
| 15 | Тарашевський Олександр Олександрович | Самовисування                             |
|    | Черепаня Вячеслав Михайлович         | Самовисування                             |
| 16 | Чорний Віталій Валерійович           | Всеукраїнська політична партія «Братство» |

### Округ №197 (м. Канів)
Станом на 19 листопада 2013 на окрузі № 197 зареєстровано 18 кандидатів у депутати, з них 6 висунуті партіями і 12 — самовисуванці.
4 грудня на підставі заяв про відмову балотуватися на окрузі № 197 було скасовано реєстрацію 2 кандидатів.
Станом на 13 грудня на окрузі налічувалося 16 зареєстрованих кандидатів, з них 6 висунуті партіями і 10 — самовисуванці.
| №  | Кандидат                         | Висування                                 |
| 1  | Губський Андрій Володимирович    | Самовисування                             |
| 2  | Данілова Надія Яківна            | Самовисування                             |
| 3  | Данько Людмила Миколаївна        | Самовисування                             |
| 4  | Даценко Леонід Миколайович       | Всеукраїнське об'єднання «Батьківщина»    |
|    | Доманський Володимир Миколайович | Самовисування                             |
|    | Костенко Павло Іванович          | Самовисування                             |
| 5  | Ладан Микола Іванович            | Самовисування                             |
| 6  | Лінько Дмитро Володимирович      | Всеукраїнська політична партія «Братство» |
| 7  | Макаренко Алла Миколаївна        | Партія «Руський блок»                     |
| 8  | Патока Анатолій Дмитрович        | Партія відродження села                   |
| 9  | Полях Віталій Іванович           | Самовисування                             |
| 10 | Роєнко Віктор Григорович         | Комуністична партія України               |
| 11 | Стригун Юрій Борисович           | Самовисування                             |
| 12 | Сухобрус Ігор Володимирович      | Самовисування                             |
| 13 | Тищенко Сергій Олександрович     | Радикальна Партія Олега Ляшка             |
| 14 | Ткалич Валентин Васильович       | Самовисування                             |
| 15 | Філіпенко Павло Сергійович       | Самовисування                             |
| 16 | Червонописький Сергій Васильович | Самовисування                             |

### Округ №223 (м. Київ)
Станом на 19.11.2013 на окрузі № 223 зареєстровано 75 кандидатів у депутати, з них 13 висунуті партіями і 62 — самовисуванці. Реєстрація Семаша В. А. була скасована на підставі відкликання заяви про згоду балотуватися кандидатом.
4 грудня на підставі звернень із заявами про відмову балотуватися, на окрузі № 223 було скасовано реєстрацію 5 кандидатів.
Станом на 13 грудня на окрузі налічувалося 70 зареєстрованих кандидатів, з них 12 висунуті партіями і 58 — самовисуванці.
| №  | Кандидат                             | Висування                                     |
| 1  | Артемчук Анатолій Володимирович      | Самовисування                                 |
| 2  | Бєлов Олександр Миколайович          | Самовисування                                 |
| 3  | Бойко Олег Миколайович               | Самовисування                                 |
| 4  | Бузина Олесь Олексійович             | Партія «Руський блок»                         |
| 5  | Бурля Олександр Юрійович             | Самовисування                                 |
| 6  | Васьков Володимир Михайлович         | Політична партія «Інтернет партія України»    |
| 7  | Виноградова Валентина Володимирівна  | Ліберальна партія України                     |
| 8  | Вулах Михайло Миколайович            | Політична партія «Молодь до влади»            |
| 9  | Гаянський Геннадій Григорович        | Самовисування                                 |
| 10 | Гладчук Вадим Федорович              | Самовисування                                 |
|    | Глущенко Артем Ігорович              | Самовисування                                 |
| 11 | Головань Олександр Олексійович       | Самовисування                                 |
| 12 | Гордієнко Олексій Миколайович        | Самовисування                                 |
|    | Грабар Микола Федорович              | Самовисування                                 |
| 13 | Григоренко Василь Васильович         | Самовисування                                 |
| 14 | Гримчак Юрій Володимирович           | Самовисування                                 |
|    | Гримчак Юрій Миколайович             | Політична партія Українська платформа «Собор» |
| 15 | Дударець Оксана Сергіївна            | Самовисування                                 |
| 16 | Дудник Олексій Сергійович            | Самовисування                                 |
|    | Єскіна Олена Олександрівна           | Самовисування                                 |
| 17 | Заволодько Дмитро Олександрович      | Самовисування                                 |
| 18 | Зайцев Сергій Анатолійович           | Самовисування                                 |
| 19 | Іжицький Михайло Михайлович          | Самовисування                                 |
| 20 | Калантар Олександр Олександрович     | Самовисування                                 |
| 21 | Калашніков Олег Іванович             | Самовисування                                 |
| 22 | Калєнцов Олександр Георгійович       | Самовисування                                 |
| 23 | Калінчук Юрій Іванович               | Самовисування                                 |
| 24 | Кива Ілля Володимирович              | Самовисування                                 |
| 25 | Ковальчук Василь Григорович          | Самовисування                                 |
| 26 | Король Сергій Олександрович          | Самовисування                                 |
| 27 | Костельнюк Олександр Васильович      | Самовисування                                 |
| 28 | Костренко Олександр Сергійович       | Самовисування                                 |
| 29 | Кулеба Сергій Миколайович            | Самовисування                                 |
| 30 | Кущ Олексій Іванович                 | Самовисування                                 |
| 31 | Лабунський Юрій Олександрович        | Самовисування                                 |
| 32 | Левченко Андрій Ілларіонович         | Самовисування                                 |
| 33 | Левченко Владислав Володимирович     | Самовисування                                 |
| 34 | Левченко Юрій Володимирович          | Всеукраїнське об'єднання «Свобода»            |
| 35 | Луговик Сергій Миколайович           | Самовисування                                 |
| 36 | Лузан Олександр Васильович           | Слов'янська партія                            |
| 37 | Макарян Артур Владиславович          | Самовисування                                 |
| 38 | Маловський Роман Мар’янович          | Самовисування                                 |
| 39 | Марцинюк Петро Васильович            | Самовисування                                 |
| 40 | Масалітіна Ольга Юріївна             | Самовисування                                 |
| 41 | Медяник Сергій Вікторович            | Самовисування                                 |
| 42 | Мітько Віктор Георгійович            | Самовисування                                 |
| 43 | Монтян Тетяна Миколаївна             | Самовисування                                 |
| 44 | Нечепорук Денис Іванович             | Самовисування                                 |
| 45 | Окунська Наталія Василівна           | Самовисування                                 |
| 46 | Омельченко Олег Михайлович           | Самовисування                                 |
| 47 | Орєхова Олена Володимирівна          | Політична партія «Блокова партія»             |
| 48 | Остапчук Марина Анатоліївна          | Самовисування                                 |
| 49 | Пашкевич Андрій Ігорович             | Самовисування                                 |
|    | Пелипишин Олександр Богданович       | Самовисування                                 |
| 50 | Перегуда Вадим Едуардович            | Самовисування                                 |
| 51 | Петрина Олексій Сергійович           | Самовисування                                 |
| 52 | Пилипишин Віктор Петрович            | Самовисування                                 |
| 53 | Пікаревський Валерій Арсентійович    | Самовисування                                 |
| 54 | Подгорний Петро Петрович             | Самовисування                                 |
| 55 | Проскуров Володимир Володимирович    | Самовисування                                 |
| 56 | Рибалко Олександр Григорович         | Політична партія «Ми Маємо Мету»              |
| 57 | Рульов Сергій Григорович             | Самовисування                                 |
| 58 | Самойленко Ігор Миколайович          | Самовисування                                 |
| 59 | Селлеі-Довженко Аттіла-Дюло Яношевич | Всеукраїнська політична партія «Братство»     |
|    | Семаш Володимир Адамович             | Самовисування                                 |
| 60 | Семидідько Андрій Андрійович         | Самовисування                                 |
| 61 | Сердюк Валентин Михайлович           | Народна Екологічна партія                     |
| 62 | Талишев Євген Іванович               | Самовисування                                 |
| 63 | Тищенко Микола Васильович            | Самовисування                                 |
| 64 | Тягній Сергій Володимирович          | Самовисування                                 |
| 65 | Хмель Анатолій Олексійович           | Самовисування                                 |
| 66 | Ходаковський Віктор Миколайович      | Самовисування                                 |
| 67 | Цвіркун Антон Миколайович            | Самовисування                                 |
| 68 | Шаповал Ігор Володимирович           | Комуністична партія України                   |
| 69 | Шилова Вікторія Віталіївна           | Радикальна Партія Олега Ляшка                 |
| 70 | Юрків Віталій Євгенович              | Самовисування                                 |

### Кандидати— «клони»
Набула поширення технологія реєстрації кандидатів-«клонів», однофамільців кандидатів, вже зареєстрованих ЦВК, які реєструються без реального наміру вести виборчу кампанію, з метою введення виборців в оману стосовно особи якогось кандидата.
Кандидати з ідентичними прізвищами, іменами та по батькові:
| округ | кандидати-«клони»             | рік народження | висування     |  | об'єкти «клонування»          | рік народження | висування                              |
| №94   | Власенко Сергій Володимирович | 1991           | Самовисування |  | Власенко Сергій Володимирович | 1967           | Не балотується                         |
| №94   | Власенко Сергій Володимирович | 1977           | Самовисування |  | Власенко Сергій Володимирович | 1967           | Не балотується                         |
| №94   | Кармазін Юрій Анатолійович    | 1982           | Самовисування |  | Кармазін Юрій Анатолійович    | 1957           | Самовисування                          |
| №94   | Романюк Віктор Миколайович    | 1978           | Самовисування |  | Романюк Віктор Миколайович    | 1975           | Всеукраїнське об'єднання «Батьківщина» |
| №94   | Романюк Віктор Миколайович    | 1966           | Самовисування |  | Романюк Віктор Миколайович    | 1975           | Всеукраїнське об'єднання «Батьківщина» |
| №94   | Семерак Остап Михайлович      | 1951           | Самовисування |  | Семерак Остап Михайлович      | 1972           | Не балотується                         |

Кандидати з ідентичними прізвищами:
| округ | кандидати-«клони»                | рік народження | висування     |  | об'єкти «клонування»          | рік народження | висування                                     |
| №132  | Соколов Дмитро Олегович          | 1975           | Самовисування |  | Соколов Михайло Володимирович | 1967           | Самовисування                                 |
| №223  | Гримчак Юрій Володимирович       | 1977           | Самовисування |  | Гримчак Юрій Миколайович      | 1967           | Політична партія Українська платформа «Собор» |
| №223  | Левченко Андрій Ілларіонович     | 1971           | Самовисування |  | Левченко Юрій Володимирович   | 1984           | Всеукраїнське об'єднання «Свобода»            |
| №223  | Левченко Владислав Володимирович | 1974           | Самовисування |  | Левченко Юрій Володимирович   | 1984           | Всеукраїнське об'єднання «Свобода»            |
| №223  | Пелипишин Олександр Богданович   | 1977           | Самовисування |  | Пилипишин Віктор Петрович     | 1961           | Самовисування                                 |

## Спостереження за виборами
14 українських громадських організацій заявили про своє бажання спостерігати за виборами , з них 6 — на всіх 5 одномандатних виборчих округах, 8 організацій — на одному з округів.
| №  | назва громадської організації | округи спостереження         | кількість зареєстрованих спостерігачів |
| 1  | Всеукраїнська громадська організація Громадянська мережа «Опора»                                                                       | ОВК № 94, 132, 194, 197, 223 | 720                                    |
| 2  | Всеукраїнська громадська організація «Комітет виборців України»                                                                        | ОВК № 94, 132, 194, 197, 223 | 702                                    |
| 3  | Всеукраїнська спілка громадських організацій «Молодь! Громада! Влада!»                                                                 | ОВК № 94, 132, 194, 197, 223 | 406                                    |
| 4  | Міжнародна правозахисна громадська організація «Континент»                                                                             | ОВК № 94, 132, 194, 197, 223 | 347                                    |
| 5  | Всеукраїнська громадська організація «Інститут приватного та публічного права»                                                         | ОВК № 94, 132, 194, 197, 223 | 199                                    |
| 6  | Громадська організація «Миколаївський обласний клуб виборців»                                                                          | ОВК № 132                    | 180                                    |
| 7  | Миколаївська обласна організація «За прозорі вибори»                                                                                   | ОВК № 132                    | 167                                    |
| 8  | Громадська організація «Київський обласний центр соціальної допомоги»                                                                  | ОВК № 94                     | 98                                     |
| 9  | Київський обласний комітет Всеукраїнського громадського об'єднання захисту Конституційних прав і свобод громадян України «Правозахист» | ОВК № 94                     | 61                                     |
| 10 | Київська обласна молодіжна громадська організація «Молоді регіони»                                                                     | ОВК № 94                     | 36                                     |
| 11 | Громадська організація «Рух свободи»                                                                                                   | ОВК № 94                     | 25                                     |
| 12 | «Товариство правозахисту ветеранів силових структур»                                                                                   | ОВК № 223                    | 13                                     |
| 13 | «Молодь до влади в місті Києві» | ОВК № 223                    | 6                                      |
| 14 | Всеукраїнська громадська організація «Сила країни»                                                                                     | ОВК № 94, 132, 194, 197, 223 | 2                                      |
|    | Загальна кількість спостерігачів від українських громадських організацій                                                               |                              | 2962                                   |

### Міжнародні спостерігачі
Станом на 14 грудня було зареєстровано 78 офіційних міжнародних спостерігачів від 11 країн світу та 307 офіційних спостерігачів від міжнародних організацій.
|    | Назва країни                                                 | Кількість |
| 1  | Сполучені Штати Америки                                      | 29        |
| 2  | Литовська Республіка                                         | 8         |
| 3  | Республіка Польща                                            | 8         |
| 4  | Канада                                                       | 6         |
| 5  | Королівство Данія                                            | 6         |
| 6  | Сполучене Королівство Великої Британії та Північної Ірландії | 4         |
| 7  | Угорщина                                                     | 4         |
| 8  | Федеративна Республіка Німеччина                             | 4         |
| 9  | Японія                                                       | 4         |
| 10 | Королівство Швеція                                           | 3         |
| 11 | Грузія                                                       | 2         |
|    | Загальна кількість спостерігачів від іноземних держав        | 78        |

|    | Назва міжнародної організації                                                                | Кількість |
| 1  | Світовий Конґрес Українців                                                                   | 155       |
| 2  | Європейська мережа організацій зі спостереження за виборами (ENEMO)                          | 44        |
| 3  | Міжнародна неурядова організація «CANADEM»                                                   | 41        |
| 4  | Міжнародна організація зі спостереження за виборами CIS-EMO                                  | 17        |
| 5  | Комітет «За відкриту демократію»                                                             | 16        |
| 6  | Міжпарламентська Асамблея держав-учасниць Співдружності Незалежних Держав                    | 12        |
| 7  | Бюро демократичних інститутів і прав людини Організації з безпеки і співробітництва в Європі | 7         |
| 8  | Національний Демократичний Інститут Міжнародних Відносин                                     | 6         |
| 9  | Парламентська Асамблея Ради Європи                                                           | 6         |
| 10 | Парламентська Асамблея Організації за Демократію та Економічний Розвиток - ГУАМ              | 3         |
|    | Загальна кількість спостерігачів від міжнародних організацій                                 | 307       |

## Соціологія

### Передвиборчі соціологічні опитування
Округ № 94 (м. Обухів). Опитування компанії «ЮСС», друга половина листопада 2013
- Юрій Кармазін (самовисування) — 16,8%
- Руслан Бадаєв (самовисування) — 14,1%
- Віктор Романюк (ВО «Батьківщина»)[24] — 9,9%
- Андрій Лозовой (Радикальна партія Олега Ляшка) — 5,5%
- Павло Козирєв (самовисування) — 1,1%
- Інші кандидати — 2,7%
- Не буду брати участі в голосуванні — 0,4%
- Важко відповісти — 36,8%
- Відмова від відповіді — 3,7%

 Округ № 94 (м. Обухів). Опитування компанії «Актив-груп», кінець листопада 2013 

(серед тих, хто піде на вибори)
- Руслан Бадаєв (самовисування) — 31,1%
- Віктор Романюк (ВО «Батьківщина»)[24] — 25,0%
- Юрій Кармазін (самовисування) — 19,4%
- Андрій Лозовой (Радикальна партія Олега Ляшка) — 4,9%

 Округ № 132 (м. Первомайськ). Соціологічний центр «Український барометр», жовтень 2013 р.

Рейтинг довіри:
- Аркадій Корнацький — 40,3%
- Микола Круглов — 17,0%
- Михайло Соколов[12] — 17,5%

Антирейтинг:
- Аркадій Корнацький — 18,5%
- Микола Круглов — 20,5%
- Михайло Соколов[12] — 4,3%

Округ № 194 (м. Черкаси). Опитування соціологічно-маркетингової служби громадської організації «Кропива» 23 - 24 листопада 2013 р.
- Микола Булатецький (ВО «Батьківщина») – 39,1 %
- Олег Свинарчук (Самовисунення, Президент корпорації «Богдан»)[12] – 13,1 %
- Олександр Радуцький (Самовисування, директор КП «Дирекція парків») – 9,8 %
- Олексій Арсенюк (Саомовисування, член Партії регіонів) – 9,8 %
- Михайло Поплавський (Самовисування, ректор КНУКіМ) – 7,1 %
- Віктор Драгунов (Комуністична партія України) – 3,9 %
- Володимир Мамалига (Самовисунення, депутат Черкаської міської ради) – 3,4 %
- Віталій Чорний (партія «Братство») – 0,4 %
- Сергій Покромович (партія «Руський блок») – 0,4 %
- Володимир Єрьоменко (Самовисунення, член партії «Праведність») – 0,4 %
- Максим Колісник (Самовисунення, депутат Черкаської обласної ради) – 0,4 %
- Богдан Бобровський (Самовисунення) – 0,3 %

Округ № 194 (м. Черкаси). Опитування, липень 2013
- Микола Булатецький — 30%
- Сергій Одарич — 18%
- Валентина Жуковська — 13%

 Округ № 223 (м. Київ). Опитування компанії «Актив-груп», початок листопада 2013 

(серед тих, хто піде на вибори)
- Віктор Пилипишин (самовисування) — 27,9%
- Юрій Левченко (ВО «Свобода») — 23,1%
- Олесь Бузина («Руський блок») — 5,2%
- Юрій Гримчак (Українська платформа «Собор»)[12] — 4,8%
- Тетяна Монтян (самовисування) — 3,2%
- Ігор Шаповал (Комуністична партія) — 2,0%

### Екзит-поли
Екзит-пол соціологічної групи «Рейтинг», проведений на виході зі 125 виборчих дільниць на 4 з 5 виборчих округів. Кількість опитаних респондентів — понад 7300.
|                    | голосів за, % |
| ------------------ | ------------- |
| Корнацький Аркадій | 48,8          |
| Круглов Микола     | 43,6          |
| Романюк Анатолій   | 3,0           |
| Радецький Руслан   | 1,1           |
| інші               | 3,4           |

|                     | голосів за, % |
| ------------------- | ------------- |
| Поплавський Михайло | 47,3          |
| Булатецький Микола  | 42,2          |
| Радуцький Олександр | 3,0           |
| Драгунов Віктор     | 1,6           |
| Мамалига Володимир  | 1,4           |
| інші                | 4,7           |

|                       | голосів за, % |
| --------------------- | ------------- |
| Даценко Леонід        | 72,0          |
| Червонописький Сергій | 15,6          |
| Губський Андрій       | 2,1           |
| Роєнко Віктор         | 2,1           |
| Данько Людмила        | 1,8           |
| Тищенко Сергій        | 1,7           |
| Ладан Микола          | 1,4           |
| Сухобрус Ігор         | 1,2           |
| інші                  | 1,9           |

|                  | голосів за, % |
| ---------------- | ------------- |
| Левченко Юрій    | 51,8          |
| Пилипишин Віктор | 34,8          |
| Монтян Тетяна    | 3,9           |
| Бузина Олесь     | 3,0           |
| Левченко Андрій  | 1,0           |
| інші             | 6,2           |

## Хід голосування
За заявою Голови Центральної виборчої комісії Михайла Охендовського, на усіх 648 виборчих дільницях, де відбуваються довибори народних депутатів, голосування розпочалося вчасно, дільничні комісії працюють відповідно до закону.
| виборчий округ | центр округу | 12 година | 16 година | 20 година |
| -------------- | ------------ | --------- | --------- | --------- |
| № 94           | Обухів       | 27,30     | 49,81     | 61,78     |
| № 132          | Первомайськ  | 14,03     | 40,65     | 48,37     |
| № 194          | Черкаси      | 23,83     | 40,82     | 47,25     |
| № 197          | Канів        | 15,99     | 30,58     | 38,04     |
| № 223          | Київ         | 16,21     | 36,50     | 46,10     |
| 5 округів      |              | 19,47     | 39,71     | 48,39     |

## Результати
Згідно з офіційними результами ЦВК за підсумками 100% опрацьованих протоколів, у 4 з 5 округів перемогли кандидати-самовисуванці. Лише на 1 окрузі (№ 197) перемога дісталася кандидату від Об'єднаної опозиції.

### Округ №94 (Обухів)

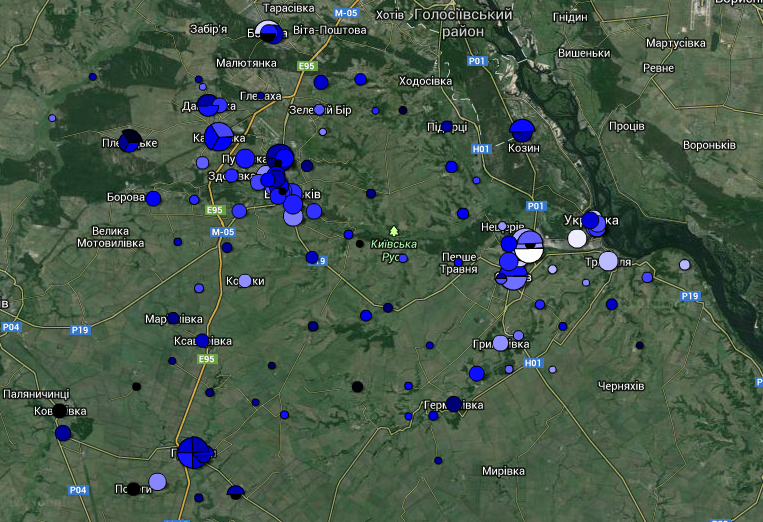
Офіційні результати повторних виборів 15 грудня 2013 р. по виборчих дільницях 94 округу. Сині дільниці - перемога Руслана Бадаєва

| кандидат                      | висування                     | голосів за | % за  |
| ----------------------------- | ----------------------------- | ---------- | ----- |
| Бадаєв Руслан Геннадійович    | самовисування                 | 53 363     | 58,25 |
| Лозовой Андрій Сергійович     | Радикальна Партія Олега Ляшка | 20 080     | 21,91 |
| Кармазін Юрій Анатолійович    | самовисування                 | 14 000     | 15,28 |
| Романюк Віктор Миколайович    | самовисування                 | 672        | 0,73  |
| Ткаченко Валерій Валентинович | Комуністична партія           | 534        | 0,58  |
| Воронін Дмитро Олександрович  | Партія відродження села       | 295        | 0,32  |
| Пацало Лідія Миколаївна       | самовисування                 | 292        | 0,31  |
| інші кандидати                |                               | 2 374      | 2,62  |

### Округ №132 (Первомайськ)

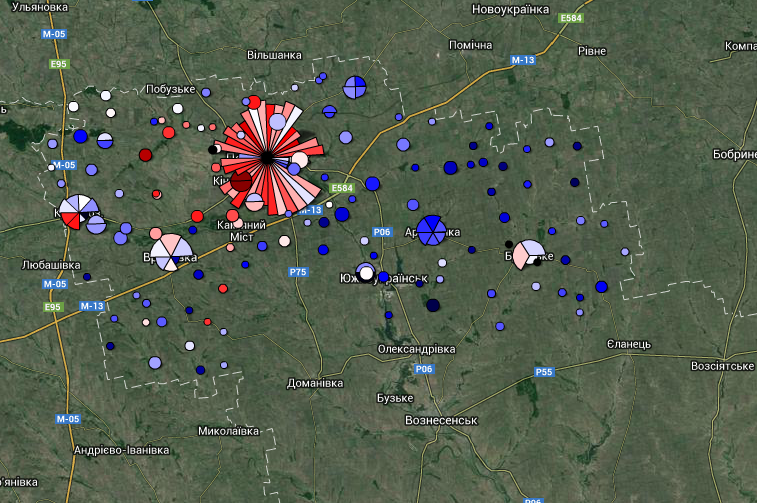
Офіційні результати повторних виборів 15 грудня 2013 р. по виборчих дільницях 132 округу. Сині дільниці — перемога Миколи Круглова, червоні дільниці — перемога Аркадія Корнацького

| кандидат                         | висування           | голосів за | % за  |
| -------------------------------- | ------------------- | ---------- | ----- |
| Круглов Микола Петрович          | самовисування       | 32 947     | 47,85 |
| Корнацький Аркадій Олексійович   | ВО «Батьківщина»    | 31 198     | 45,31 |
| Романюк Анатолій Сергійович      | Комуністична партія | 2 140      | 3,10  |
| Радецький Руслан Станіславович   | самовисування       | 562        | 0,81  |
| Найда Олег Володимирович         | Радикальна партія   | 438        | 0,63  |
| Косоротова Євгенія Іванівна      | самовисування       | 366        | 0,53  |
| Кривенко Юрій Олександрович      | Партія «Родина»     | 347        | 0,50  |
| Артеменков Ілля Іванович         | самовисування       | 248        | 0,36  |
| Влащенко Олександр Володимирович | «Руський блок»      | 245        | 0,35  |
| інші кандидати                   |                     | 351        | 0,56  |

### Округ №194 (Черкаси)

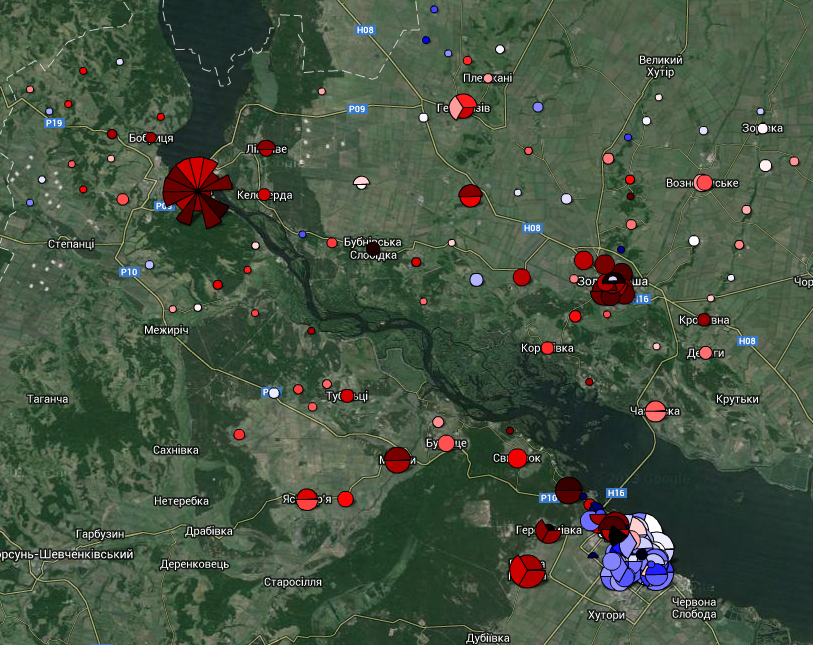
Офіційні результати повторних виборів 15 грудня 2013 р. по виборчих дільницях 194 (м. Черкаси) та 197 (м. Канів) округів. Сині дільниці — перемога Сергія Червонописького (ОВО № 197) та Михайла Поплавського (ОВО № 194), червоні дільниці — перемога кандидатів Леоніда Даценка (ОВО № 197) та Миколи Булатецького (ОВО № 194)

| кандидат                         | висування           | голосів за | % за  |
| -------------------------------- | ------------------- | ---------- | ----- |
| Поплавський Михайло Михайлович   | самовисування       | 37 331     | 53,54 |
| Булатецький Микола Іванович      | ВО «Батьківщина»    | 25 014     | 35,87 |
| Радуцький Олександр Романович    | самовисування       | 1 936      | 2,77  |
| Драгунов Віктор Юрійович         | Комуністична партія | 1 358      | 1,94  |
| Мамалига Володимир Володимирович | самовисування       | 1 194      | 1,71  |
| Арсенюк Олексій Максимович       | самовисування       | 726        | 1,04  |
| Свинаренко Андрій Анатолійович   | самовисування       | 576        | 0,82  |
| Купрієнко Олег Васильович        | Радикальна партія   | 300        | 0,43  |
| Єрьоменко Володимир Миколайович  | самовисування       | 288        | 0,41  |
| Колісник Максим Вікторович       | самовисування       | 224        | 0,32  |
| інші кандидати                   |                     | 771        | 1,15  |

### Округ №197 (Канів)
| кандидат                         | висування                              | голосів за | % за  |
| -------------------------------- | -------------------------------------- | ---------- | ----- |
| Даценко Леонід Миколайович       | Всеукраїнське об'єднання «Батьківщина» | 33 372     | 63,51 |
| Червонописький Сергій Васильович | самовисування                          | 12 243     | 23,30 |
| Роєнко Віктор Григорович         | Комуністична партія України            | 1 584      | 3,01  |
| Губський Андрій Володимирович    | самовисування                          | 967        | 1,84  |
| Данько Людмила Миколаївна        | самовисування                          | 853        | 1,62  |
| Ладан Микола Іванович            | самовисування                          | 832        | 1,58  |
| Тищенко Сергій Олександрович     | Радикальна Партія Олега Ляшка          | 664        | 1,26  |
| Сухобрус Ігор Володимирович      | самовисування                          | 658        | 1,25  |
| інші                             |                                        | 1 367      | 2,63  |

### Округ №223 (Київ)
| кандидат                         | висування             | голосів за | % за  |
| -------------------------------- | --------------------- | ---------- | ----- |
| Пилипишин Віктор Петрович        | самовисування         | 34 684     | 44,89 |
| Левченко Юрій Володимирович      | ВО «Свобода»          | 31 358     | 40,58 |
| Монтян Тетяна Миколаївна         | самовисування         | 2 543      | 3,29  |
| Бузина Олесь Олексійович         | Партія «Руський блок» | 2 409      | 3,11  |
| Левченко Андрій Ілларіонович     | самовисування         | 1 451      | 1,87  |
| Шаповал Ігор Володимирович       | Комуністична партія   | 717        | 0,92  |
| Левченко Владислав Володимирович | самовисування         | 418        | 0,54  |
| Шилова Вікторія Віталіївна       | Радикальна партія     | 329        | 0,42  |
| Артемчук Анатолій Володимирович  | самовисування         | 307        | 0,39  |
| інші                             |                       | 3 048      | 3,99  |

## Порушення
Про фіксацію перших порушень на дільницях заявили спостерігачі від ГО ОПОРА та Комітету виборців України. Так, на території округу № 94 було виявлено незаконне розміщення передвиборчої агітаційної продукції кандидатів, на окрузі № 132 відкриття кількох дільниць без кворуму. На округах № 132 і 194 зафіксовані факти підвозу виборців, а на округах 197 і 223 — перешкоджання діяльності журналістів.